# Vesszős busalepke
A vesszős busalepke (Hesperia comma) a rovarok (Insecta) osztályának lepkék (Lepidoptera) rendjébe, ezen belül a busalepkefélék (Hesperiidae) családjába tartozó faj.

## Származása, elterjedése
Főleg az északi mérsékelt égövben él; Magyarországon viszonylag lokális, ám egyes élőhelyein meglehetősen gyakori.

## Megjelenése, felépítése

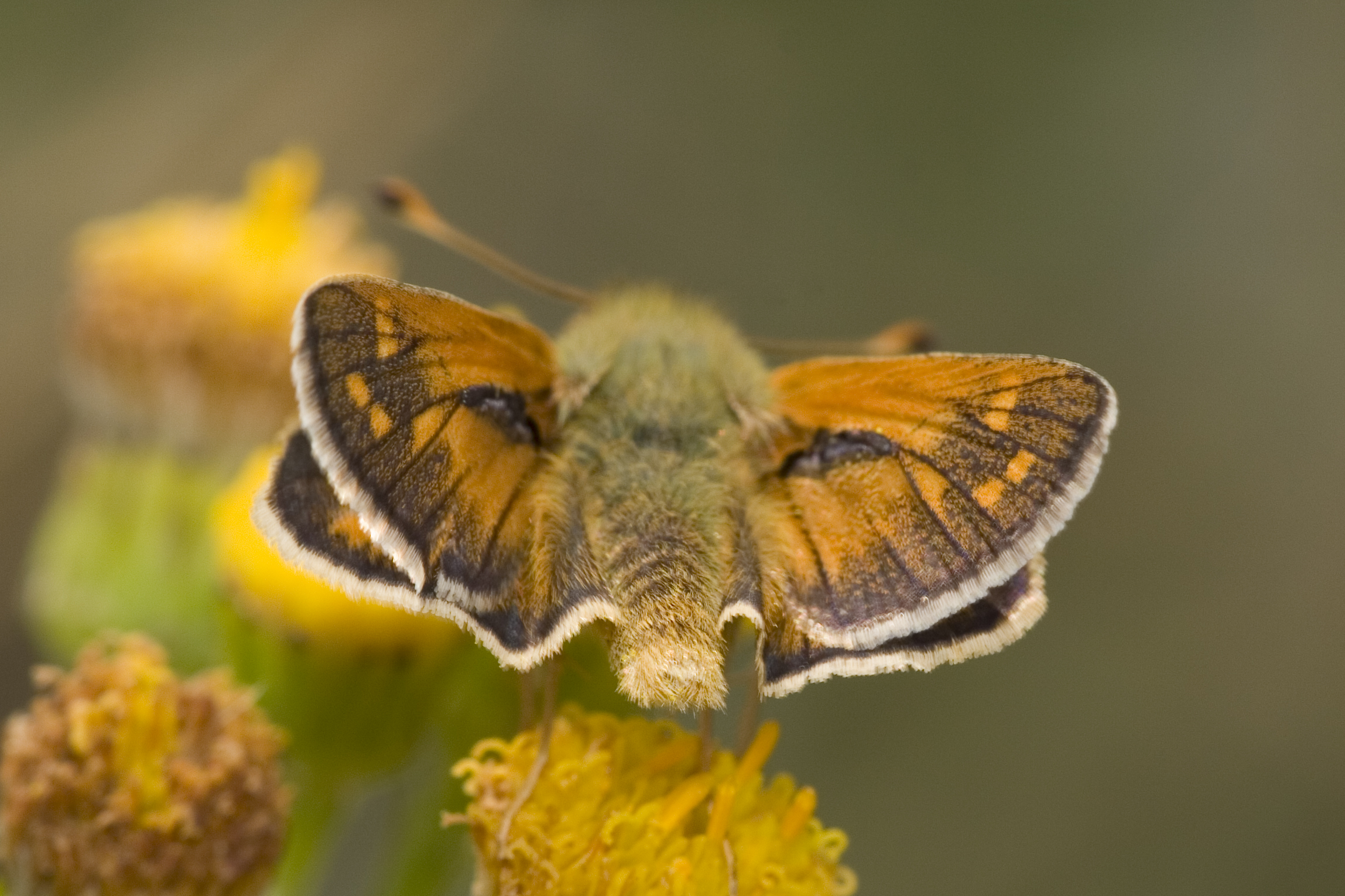

Szárnyának fesztávolsága 25–33 mm. A szárny alapszíne rókavörös, a szegélyeken keskenyebb-szélesebb szürke hintéssel. Egyes, főleg nőstény példányokon a hintés a középtérre is kiterjed. A rajzolat foltjai gyakran halványabbak az alapszínnél. A hím rajzolatának egyik eleme a vese alakú, fekete, középen ólmoskéken csillogó illatcsík, a másik az ezzel párhuzamosan, illetve a csúcstérben ferdén elhelyezkedő foltok csoportja. Hátulsó szárnyán az erek a szegélytérben élesek és feketék, a foltok elmosódottabbak, a rojt hegye sárgásfehér, belső része szürke. Az elülső szárny fonákán a tőtér rókavörös, egyebütt szürkészöld, fekete pikkelyekkel; néha az erek is feketék. A fehér vagy sárgásfehér rajzolati elemek élesen elütnek az alapszíntől. Hozzá hasonló faj hazánkban nincs.
A hernyó feje fekete, teste rozsdaszínnel kevert feketésszürke. Oldalain finom, kettős csík húzódik. Fűszálakból a földön fekvő, oldaljáratokba elágazó csövet sző magának, és abban él.

## Életmódja, élőhelye
Magyarországon főleg hegyoldalakon, erdőszéleken és homoki gyepekben fordul elő.
A hernyó tápnövényei főleg a mészkedvelő perjefélék (Poaceae) és a tarka koronafürt (Securigera varia). Évi egy nemzedékének imágója (június) július–szeptember között repül. Pihenő helyzetben a szárnyait félig nyitja.